# Adicella agastya
Adicella agastya is een schietmot uit de familie Leptoceridae. De soort komt voor in het Oriëntaals gebied.